# Lev VI.
Lev VI. (? Řím – prosinec 928/ leden 929) byl papežem od května 928 až do své smrti.

## Odkazy

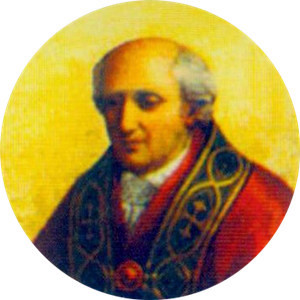
Portrét papeže Lva VI. v bazilice sv. Pavla za hradbami